# Dusona remota
Dusona remota är en stekelart som först beskrevs av Forster 1868.  Dusona remota ingår i släktet Dusona och familjen brokparasitsteklar. Inga underarter finns listade i Catalogue of Life.